# Deep Purple (album)
Deep Purple este al treilea album de studio al trupei engleze de hard rock Deep Purple, lansat în 1969 de Harvest Records în Marea Britanie și de Tetragrammaton în SUA. A fost ultimul album al formației în componența originală.
Cântecele de pe album au influențe de rock psihedelic și progresiv acestea îmbinându-se cu muzica clasică, mai ales în introducerea ultimei melodii de pe disc "April", ce se întinde pe durata a 12 minute. Toate cântecele de pe album sunt originale ale grupului cu excepția melodiei "Lalena" care este un cover după Donovan. 

## Lista pieselor
1. „Chasing Shadows” (Jon Lord, Ian Paice) (5:34)
2. „Blind” (Lord) (5:26)
3. „Lalena” (Donovan) (5:05)
4. „Fault Line”/„The Painter” (Ritchie Blackmore, Nick Simper, Lord, Paice, Rod Evans) (5:38)
5. „Why Didn't Rosemary?” (Evans, Blackmore, Simper, Lord, Paice) (5:04)
6. „Bird Has Flown” (Evans, Blackmore, Lord) (5:36)
7. „April” (Blackmore, Lord ) (12:10)

## Componență
- Ritchie Blackmore - chitară
- Rod Evans - voce
- Nick Simper - chitară bas, voce de fundal
- Jon Lord - orgă Hammond, claviaturi, voce de fundal
- Ian Paice - baterie